# Вице-королевство Рио-де-ла-Плата

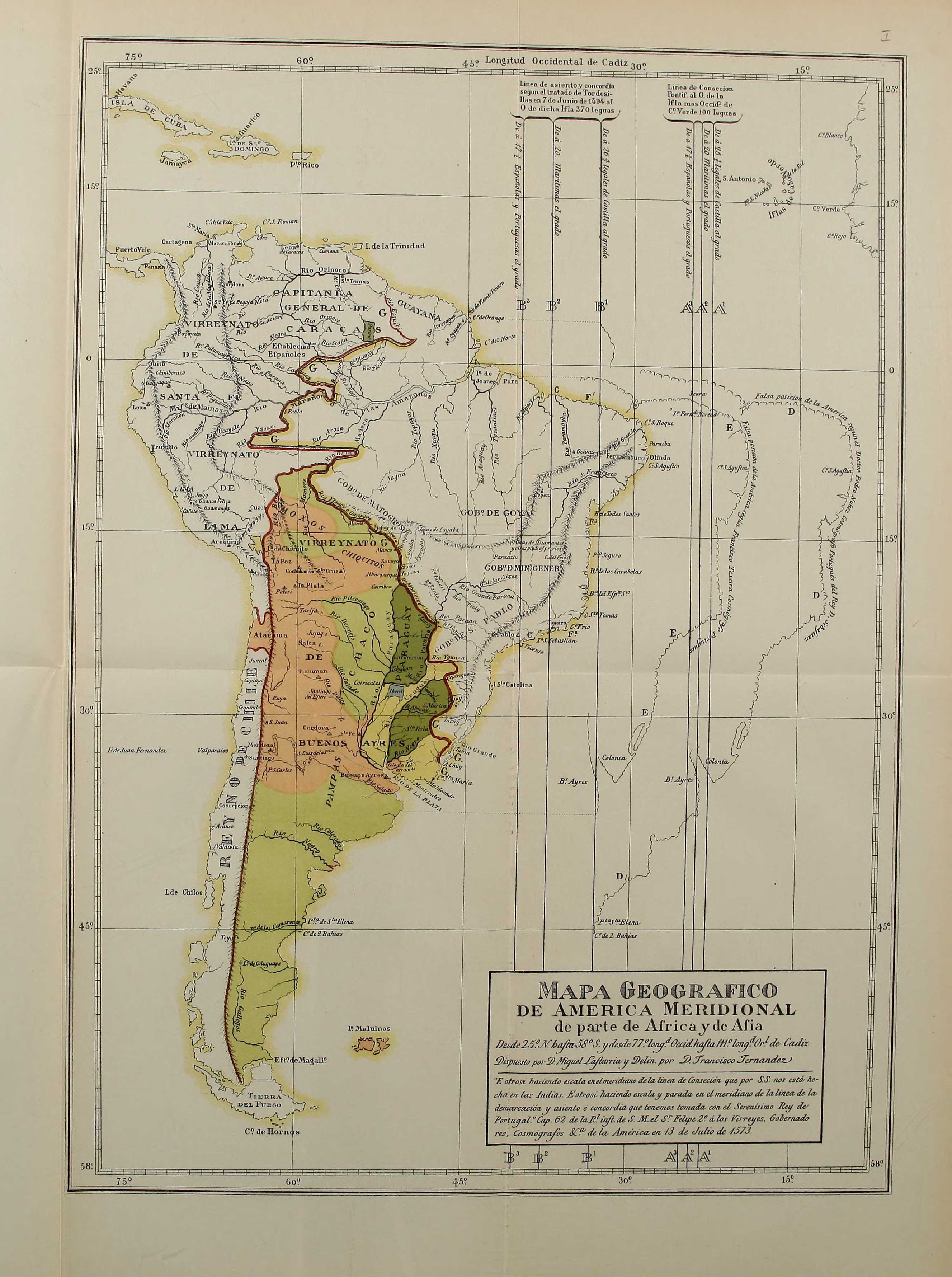
Карта вице-королевства Рио-де-ла-Плата, составленная Мигелем де Ластаррией в 1804 году.

Вице-королевство Рио-де-ла-Плата (исп. Virreinato del Río de la Plata), или Ла-Пла́та — испанское вице-королевство в Южной Америке, включавшее в себя территории современных Аргентины, Уругвая, Парагвая и Боливии. Столица — Буэнос-Айрес. Вице-королевство было создано для противодействия португальской экспансии и установления контроля над экономикой региона. Основано в 1776 году в результате отделения от вице-королевства Перу. Просуществовало до мая 1810 года, когда вице-король в результате ряда политических и общественных событий, произошедших в Буэнос-Айресе, был отстранён от власти. В аргентинской историографии события получили название Майская революция.

## Список испанских вице-королей Рио-де-ла-Платы
| №  | Портрет | Вице-король                                    | С               | По              |
| -- | ------- | ---------------------------------------------- | --------------- | --------------- |
| 1  |         | Педро де Себальос                              | 15 октября 1777 | 12 июнь 1778    |
| 2  |         | Хуан Хосе де Вертис-и-Сальседо                 | 12 июнь 1778    | 7 март 1784     |
| 3  |         | Николас дель Кампо                             | 7 март 1784     | 4 декабрь 1789  |
| 4  |         | Николас де Арредондо                           | 4 декабрь 1789  | 16 март 1795    |
| 5  |         | Педро Мело де Португаль-и-Вильена              | 16 март 1795    | 15 апрель 1797  |
| 6  |         | Антонио Олагер Фелиу                           | 2 май 1797      | 14 март 1799    |
| 7  |         | Габриэль де Авильес 4-й маркиз де Авильес      | 14 март 1799    | 20 май 1801     |
| 8  |         | Хоакин дель Пино-и-Росас                       | 20 май 1801     | 11 апрель 1804  |
| 9  |         | Рафаэль де Собремонте 3-й маркиз де Собремонте | 23 апрель 1804  | 10 февраль 1807 |
| 10 |         | Сантьяго де Линьерс 1-й граф де Буэнос-Айрес   | 10 февраль 1807 | 30 июнь 1809    |
| 11 |         | Идальго Бальтасар де Сиснерос                  | 30 июнь 1809    | 25 май 1810     |
| 12 |         | Франсиско Хавьер де Элио в Монтевидео          | 12 январь 1811  | 18 ноября 1811  |